# 都道府県労働局
都道府県労働局（とどうふけんろうどうきょく、英称：Prefectural Labour Bureau）は、厚生労働省の地方支分部局の一つであり、全都道府県の地にそれぞれ設置されている。「都道府県労働局」という名称は法律上の総称であり、個別には「東京労働局」のように「都道府県の地名部分＋労働局」が正式名称（ただし、北海道は「北海道労働局」）となっている。「都道府県労働局」という冠付きの総称のため都道府県（地方自治体）の機関であると誤解されることもあるが、あくまで国の出先機関であり、所属職員は国家公務員となっている。
中央省庁再編に先立ち、2000年（平成12年）4月、当時の労働省の地方出先機関であった都道府県労働基準局、都道府県女性少年室及び都道府県職業安定主務課が統合されて、都道府県労働局として発足した。
下部機関として労働基準監督署、公共職業安定所（ハローワーク）がある。
主な業務として労働相談や労働法違反の摘発、労災保険・雇用保険料の徴収、職業紹介と失業の防止などが挙げられる。また、刑事訴訟法上の告訴・告発先でもある。
近年は、労働組合の衰退による労働条件悪化や雇用の流動化が進んでおり、労使間のトラブルに関する相談が多数寄せられ、またいわゆる偽装請負といった労働者派遣法違反などの雇用者側による各種労働法違反も同局によって相次いで指導されている。
同局の役割の重要性がますます大きくなっているといえるが、2008年12月の日本経済新聞によると地方分権改革推進委員会の勧告に都道府県労働局のブロック機関化が盛り込まれ、公共職業安定所（ハローワーク）の業務を都道府県に委譲するよう求められるなど、組織・人員も含めて大幅な縮小が地方分権改革推進委員会や全国知事会、道州制を唱える経団連・経済同友会などから提案されており、今後の動向が注目されている。
なお、過去の経理内容について、一部労働局で会計検査院により不正経理が指摘されている。

## 所管事務
都道府県労働局の事務分掌は厚生労働省設置法第21条に規定されている。
- 労働契約、賃金の支払、最低賃金、労働時間、休息、災害補償その他の労働条件に関すること
- 労働能率の増進に関すること
- 児童の使用の禁止に関すること
- 産業安全（鉱山における保安を除く。）に関すること
- 労働衛生に関すること（労働者についてのじん肺管理区分の決定に関することを含み、鉱山における通気及び災害時の救護に関することを除く。）
- 労働基準監督官が司法警察員として行う職務に関すること
- 政府が管掌する労働者災害補償保険事業に関すること
- 労働者の保護及び福利厚生に関すること
- 労働力需給の調整に関すること
- 政府が行う職業紹介及び職業指導に関すること
- 職業紹介、労働者の募集、労働者供給事業及び労働者派遣事業の監督に関すること
- 高年齢者の雇用の確保及び再就職の促進並びに就業の機会の確保に関すること
- 障害者の雇用の促進その他の職業生活における自立の促進に関すること
- 公共職業訓練に関すること
- 技能検定に関すること
- 職業能力開発促進法 （昭和四十四年法律第六十四号）第四条第二項 に規定する事業主その他の関係者による職業能力の開発及び向上の促進並びに労働者の自発的な職業能力の開発及び向上に関すること（他省の所掌に属するものを除く。）
- 勤労青少年の福祉の増進に関すること
- 雇用の分野における男女の均等な機会及び待遇の確保に関すること
- 育児又は家族介護を行う労働者の福祉の増進その他の労働者の家族問題に関すること
- 短時間労働者の福祉の増進に関すること
- 家内労働者の福祉の増進に関すること
- 家族労働問題及び家事使用人に関すること
- 女性労働者の特性に係る労働問題に関すること
- 労働に関する女性の地位の向上その他労働に関する女性問題に関すること
- 社会保険労務士に関すること
- 人口動態統計及び毎月勤労統計調査に関すること

## 標準組織
- 総務部
  - 総務課、企画室、労働保険徴収課（室）
- 労働基準部
  - 監督課、賃金課（室）、健康安全課（東京、大阪、神奈川、愛知などは安全課と健康課に分かれる）、労災補償課
- 職業安定部
  - 職業安定課、職業対策課、需給調整事業課（室）、訓練課
- 雇用均等室

## 人事

### 概要
職員の人事は、労働基準系統、職業安定系統、雇用均等系統の3部門でそれぞれ行われており、これまでは、部門間での人事交流はほとんど行われていなかったが、近年、組織改革の一環として、系統間の人事交流が進められている。
職員の意識にも差があり、一般的には、労働基準系統の職員は取締機関の意識が強く、職業安定系統の職員はサービス機関の意識が高い。このため情報を共有する機会も少なく、相互の信頼関係も希薄とされてきたが、近年、労働局の設置による系統間での交流の増加により連携が進みつつある。
- 労働基準系統の職員には、労働基準監督官試験に合格して採用された労働基準監督官、国家公務員II・III種試験に合格して採用された厚生労働事務官・厚生労働技官がある。労働基準監督官と厚生労働事務官・厚生労働技官とでは昇進・昇任の速さに相当の差があり、労働基準監督官のみが労働基準監督署長に就任できる扱いとなっている（ただし、一定の要件の下、厚生労働事務官でも労働基準監督署長になることができる政令監督官制度がある。）。また、国家公務員II種合格者に対する人事上の扱いは宙ぶらりんな形になっており、労働局課長・労働基準監督署長に相当する役職の割り当て枠は労働保険徴収課（室）長、賃金課（室）長のみであるところが多いが、近年では労災補償課長などへも登用されてきている（あとは、労働基準監督官等に割り当てられる）。
- 職業安定系統の職員は、国家公務員II・III種試験に合格して採用された厚生労働事務官のみである。昇任の速さは労働基準系統の厚生労働事務官・厚生労働技官と基本的に同じであるが、全員が公共職業安定所長に就任できるわけではないので、徐々に昇進・昇任の速さに差を付けて、将来の所長候補を選別している。
- 雇用均等系統の職員は、国家公務員II種試験に合格して採用された厚生労働事務官のみであり、女性職員の比率が圧倒的に多い。昇任の速さは労働基準系統や職業安定系統の厚生労働事務官・厚生労働技官と基本的に同じである。人事管理は職員数が少ないことから厚生労働省の本省で一括して行われており、都道府県の枠を越えた広域異動が義務付けられている。

### 役職者（部や課・出先所長級の幹部職員）の人事
- 都道府県労働局長は労働基準監督官をもって充てるとされているが、労働基準監督官試験による採用者（生え抜き）しか局長に昇進できない、ということではない。むしろ実際にはそれ以外の試験で採用された厚生労働省のキャリア、ノンキャリアが就任することがほとんどであり、その場合は労働基準監督官に任ぜられた上で局長職に就く。なぜなら、労働局は労働基準監督以外にも、職業安定業務等も所掌しているため、労働基準監督署のように、生え抜きの労働基準監督官が長になる必要性が低いためである。
- 大規模な労働局の局長は指定職3号（東京労働局長のみ）または2号であり、その他の労働局では厚生労働省の課長～室長級（10～7級）のキャリアまたはノンキャリアが局長となる。
- 労働局の部長には厚生労働省の本省筆頭課長補佐～室長級（6~7級程度）のキャリア、あるいはノンキャリアが就任する。職業安定系統の部長には各都道府県労働局の地元職員を登用することもある。
- 労働局の雇用均等室長は部内では部長相当職とされてはいるが、下部機関を持たず、均等室の組織規模は基準系統、安定系統における課相当である。
- 労働局の課・室長は厚生労働省の本省課長補佐級（5~6級程度）のキャリア、ノンキャリアが就任するほか、各都道府県労働局の地元職員のうち労働基準監督署長級、公共安定職業所長級の職員が登用される。

## 各労働局
太字は人事ブロック基幹局（北海道・宮城・埼玉・東京・新潟・愛知・大阪・広島・香川・福岡）
- 北海道労働局
- 宮城労働局
- 青森労働局
- 岩手労働局
- 秋田労働局
- 山形労働局
- 福島労働局
- 埼玉労働局
- 茨城労働局
- 群馬労働局
- 栃木労働局
- 長野労働局
- 東京労働局
- 千葉労働局
- 神奈川労働局
- 山梨労働局
- 新潟労働局
- 富山労働局
- 石川労働局
- 福井労働局
- 愛知労働局
- 岐阜労働局
- 静岡労働局
- 三重労働局
- 大阪労働局
- 滋賀労働局
- 京都労働局
- 奈良労働局
- 兵庫労働局
- 和歌山労働局
- 広島労働局
- 鳥取労働局
- 島根労働局
- 岡山労働局
- 山口労働局
- 香川労働局
- 徳島労働局
- 愛媛労働局
- 高知労働局
- 福岡労働局
- 佐賀労働局
- 長崎労働局
- 大分労働局
- 熊本労働局
- 宮崎労働局
- 鹿児島労働局
- 沖縄労働局